# André Maschinot
André Louis Maschinot (né le 28 juin 1903 à Valdoie, Territoire de Belfort - mort le 7 mars 1963 à Colmar, Haut-Rhin) était un footballeur français. 
Il a principalement joué au FC Sochaux, et pour l'équipe de France lors de la Coupe du monde 1930. André Louis Maschinot est le premier joueur de tous les temps à avoir réalisé un doublé en Coupe du monde, contre le Mexique (4-1), le 13 juillet 1930, en ouverture du tournoi. C'est durant ce match que Lucien Laurent marque le premier but de l'histoire de la Coupe du monde.

## Palmarès
- Champion de France en 1935
- Vainqueur de la Coupe Peugeot en 1931
- Sélectionné à la Coupe du monde 1930